# Jean Bugatti
Jean Bugatti (pe numele său complet Gianoberto Maria Carlo Bugatti) a fost un inginer, șofer de teste și stilist de automobile.
 
Al treilea din cei patru copii ai soților Bugatti, Jean s-a născut pe data de 15 ianuarie 1909 în Köln, Germania. Provenind dintr-o familie de origine italiană și profund artistică printre care se număra tatăl său, renumitul Ettore Bugatti, designer și inginer excepțional de automobile și avioane, unchiul său, Rembrandt Bugatti, sculptor renumit, și bunicul său, Carlo Bugatti, decorator și designer vestit de mobilă Art Nouveau, Jean a copilărit în preajma fabricii de automobile a lui Ettore unde a observat în detaliu construcția automobilelor și a asistat la primele victorii în curse ale firmei de la începuturile anilor 1920, fiind determinat de mic copil să lucreze pentru aceasta.  
Jean Bugatti a început munca în cadrul fabricii tatălui său la vârsta de doar 17 ani. Talentul său artistic, puternic inspirat după mișcarea Art Déco, a debutat în anul 1932, prin care, la cererea lui Ettore, tânărul stilist a proiectat deosebitul Royale Esders Roadster, o caroserie-prototip de Bugatti Royale ce avea să fie vândută aristocratului francez Armand Esders. În anii următori, acesta a realizat numeroase alte proiecte pentru firmă, printre care modelul Bugatti Type 50, decapotabila Bugatti Type 55 și variantele Bugatti Type 57, aici evidențiindu-se modelul Atalante și prestigiosul Atlantic. În prezent, aceste mașini sunt cunoscute ca "Simbolurile Bugatti", fiind printre cele mai valoroase și cele mai reprezentative vehicule clasice din istorie. Talentul artistic al lui Jean a complementat geniul în inginerie al lui Ettore, iar Bugatti a devenit astfel unul dintre cei mai exclusiviști producători de automobile din perioada interbelică.
Începând cu anul 1932, Jean Bugatti prelua succesiv controlul asupra fabricii de automobile, iar în anul 1936 avea autoritate absolută. Mai mult, datorită competențelor sale dobândite în inginerie, tânărul a obținut titlul de coordonator al echipei de curse Bugatti, înlocuindu-l pe fostul pilot, Meo Constantini. Acesta a proiectat, construit și testat două variante de mașini de curse, Type 57G Tank și Type 57C Tank. Ulterior, compania a avut parte de două mari câștiguri ale  Cursei de 24 de ore de la Le Mans, atât în anul 1937, cât și în anul 1939.
Ediția din 1939 a Cursei de 24 de ore de la Le Mans fusese câștigată de către pilotul de curse, Pierre Veyron, la volanul supraalimentatului Type 57C Tank. Doar o lună mai târziu, pe data de 11 August, folosind aceeași mașină pentru realizarea unui test drive pentru Marele Premiu de la La Baule, Jean Bugatti a suferit un accident fatal în urma evitării unui biciclist turmentat care se năpustise în fața mașinii și apoi ciocnirii de un copac la o viteză de peste 200 km/h. El a fost înmormântat la cimitirul municipal din Dorlisheim, iar în locul accidentului său a fost ridicat un monument comemorativ.
Decesul tragic al lui Jean Bugatti alături de izbucnirea celui de-al  Doilea Război Mondial cu doar trei săptămâni mai târziu au avut un impact semnificativ asupra soartei companiei franceze, fapt care a dus la declinul acesteia, în cele din urmă fiind desființată în anul 1952 după câteva tentative ale fratelui său mai mic, Roland, și a respectatului afacerist Bugatti, Pierre Marco, de a relua afacerile.

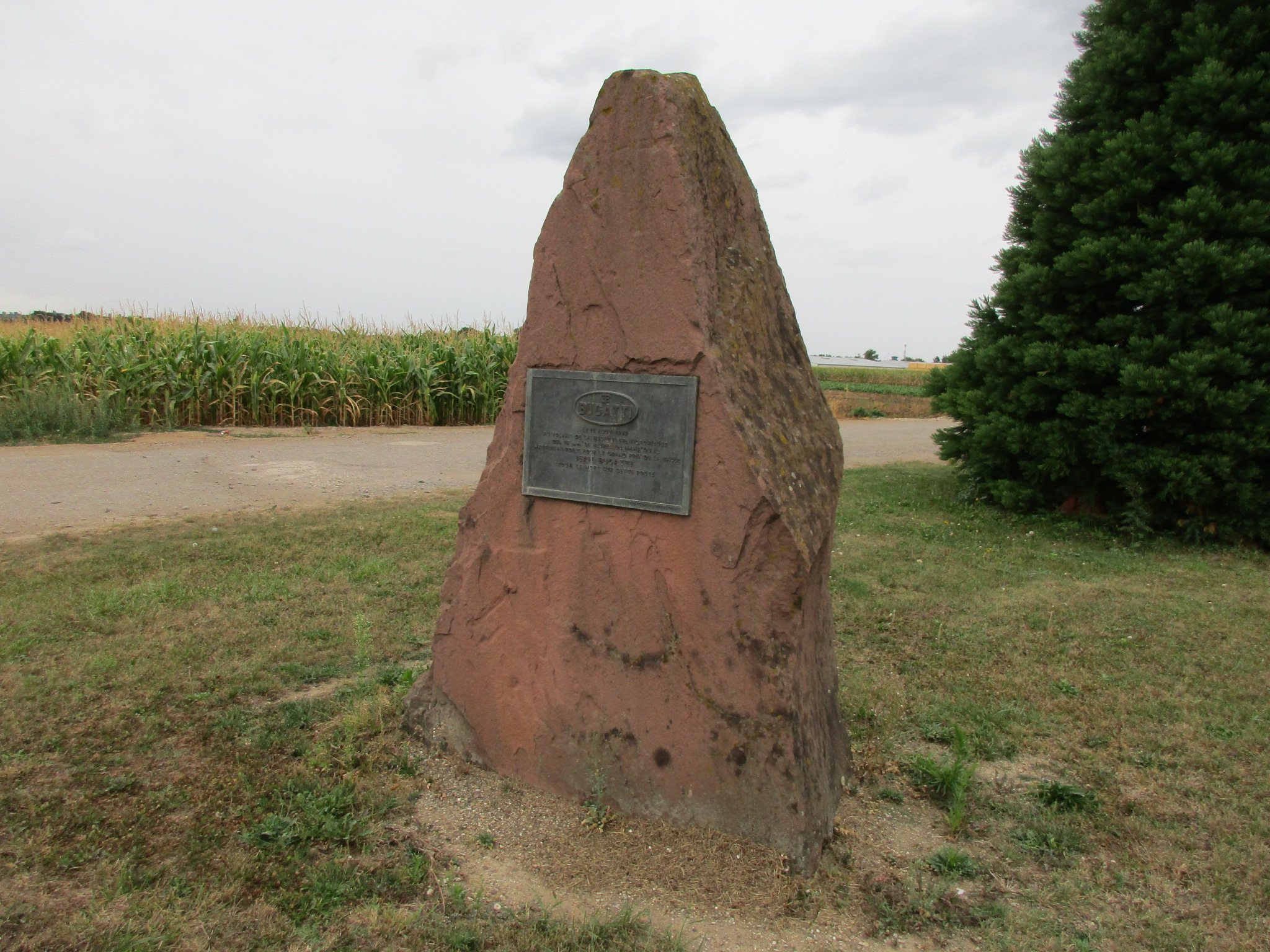
Monumentul comemorativ ridicat în numele lui Jean Bugatti